# Mike Corren
Mike Corren (* 28. Februar 1974 in Millicent, South Australia) ist ein australischer Squashspieler.

## Karriere
Mike Corren begann seine Profikarriere im Jahr 1994 und wurde 1999 Mitglied der PSA. Er gewann seitdem 52 Titel auf der PSA World Tour und stand in 23 weiteren Finals. Seinen ersten Titel gewann er 1996 in Hongkong, seinen bislang letzten im Mai 2018 in Australien. Mit seinem Turniersieg im Juni 2013 wurde Mike Corren mit 39 Jahren der älteste Spieler, der jemals ein Turnier der PSA World Tour gewonnen hat. Seine höchste Platzierung in der Weltrangliste erreichte er mit Rang 38 im Februar 2004. 2007 wurde er australischer Meister.

## Erfolge
- Gewonnene PSA-Titel: 52
- Australischer Meister: 2007